# Násada
Násada, zdrobněle násadka, je tyčovitá rukojeť nějakého nástroje. U větších nástrojů se často jedná o dřevěnou tyč uzpůsobenou pro úchop rukama.
Násady, topůrka a žerdě bývají nejčastěji vyrobeny ze dřeva, někdy i z plastu, měly by mít pokud možno hladký povrch, který ale v ruce neklouže. Dřevěné násady mohou být mechanicky velmi namáhanou součástí nástroje, proto je výhodné, aby byly vyrobeny z tvrdého a houževnatého dřeva.
S násadami se můžeme setkat u lopat, rýčů, hrábí, vidlí, krumpáčů, šoufků a dalších zemědělských, stavebních a zahradnických potřeb. Násady zvané ratiště měly také mnohé historické chladné zbraně jako kopí a oštěpy.

## Druhy násad
- topůrko – krátká násada u kladiv, palic a seker
- dle konkrétního nástroje:
  - kosiště, hrabiště – násada ke kose, hrábím
- ratiště – násada bodných, dřevcových zbraní (kopí, halapartna apod.)
- žerď – k nošení vlajky
- násadka – držátko psacího pera (redispera) namáčeného do inkoustu či tuše, dříve se používaly především jako psací potřeby